# Endersby
Endersby (korábban Endersly) az Amerikai Egyesült Államok északnyugati részén, Oregon állam Wasco megyéjében, a U.S. Route 197 közelében elhelyezkedő önkormányzat nélküli település.
Névadója W. E. Endersby telepes. A posta 1892 és 1906 között működött.
Az 1907 és 1935 között működő iskola 1994 óta a Dufuri Történelmi Társaság tulajdonában áll. Az épületet a Meyer Emlékalap támogatásával 2003-ban felújították.

## Fordítás
- Ez a szócikk részben vagy egészben  az   Endersby, Oregon című angol Wikipédia-szócikk ezen változatának fordításán alapul.  Az eredeti cikk szerkesztőit annak laptörténete sorolja fel. Ez a jelzés csupán a megfogalmazás eredetét és a szerzői jogokat jelzi, nem szolgál a cikkben szereplő információk forrásmegjelöléseként.